# Peradectes
Peradectes és un gènere de metateri extint de l'Eocè, que estava emparentat amb els opòssums d'avui en dia. Se n'han trobat restes fòssils al Canadà i els Estats Units. Igual que els opòssums, es tractava d'un animal arborícola i de dieta omnívora.